# Raoul de Mortimer
Raoul ou Ralph (I) de Mortimer  (actif entre 1080 et 1104), seigneur de Saint-Victor-en-Caux en Normandie et de Wigmore (Herefordshire) en Angleterre, est un baron anglo-normand.

## Biographie
Il est le fils de Roger de Mortemer († vers 1080), seigneur de Saint-Victor-en-Caux, et d'Hawise. Sa mère hérite de terres dans le comté d'Amiens. Raoul succède à son père vers 1080, et Guillaume le Conquérant lui donne de vastes domaines en Angleterre du vivant de son père.
Comme la plupart des barons anglo-normands, il s'enrichit progressivement, accumulant des domaines au fur et à mesure que d'autres les perdent. Avant 1075, il reçoit des domaines à Headbourne Worthy près de Winchester (Hampshire). Dans le Wiltshire, il obtient la seigneurie de Hullavington qui appartenait auparavant à Harold Godwinson. Le Conquérant lui donne d'autres possessions, dans le Lincolnshire et le Yorkshire. C'est après 1075, à la suite de la révolte des comtes, qu'il reçoit la baronnie de Wigmore (Herefordshire), qui fait partie des terres confisquées à Roger de Breteuil, le 2e comte d'Hereford. Wigmore est dans les marches galloises et possède un château construit par Guillaume Fitz Osbern († 1071).
Il obtient d'autres domaines dans le Hampshire, le Leicestershire et le Warwickshire. Il est aussi un tenant de Roger II de Montgommery, comte de Shrewsbury, dans le Shropshire. Plus tard dans le Moyen Âge, il sera affirmé qu'il était son sénéchal, mais il n'en existe aucune preuve ni indice contemporain. En 1086, à la rédaction du Domesday Book, Raoul est un baron de deuxième rang qui possède des terres dans douze comtés et a 18 tenants en Angleterre.
Après la mort de Guillaume le Conquérant en 1087, il prend le parti de Robert Courteheuse, le nouveau duc de Normandie, contre Guillaume le Roux, l'héritier du Royaume d'Angleterre. Il est avec Courteheuse en Normandie à la fin de mars 1088, probablement en train de planifier l'invasion outre-Manche. Un peu plus tard dans l'année, il retourne en Angleterre et joint ses forces à celles d'autres barons des marches galloises, Roger de Lacy, Bernard de Neuf-Marché et Roger II de Montgommery pour se rebeller contre le roi. Ils forment une armée et ravagent le Worcestershire. Puis ils attaquent Worcester, mais sont battus par l'armée de l'évêque Wulfstan de Worcester. Leur mouvement s'éteint alors de lui-même, d'autant plus que Roger II de Montgommery se réconcilie avec le roi. Raoul se réfugie peut-être en Normandie.
En 1090, Guillaume le Roux achète son soutien durant sa campagne dans l'est du duché. Mais quelques années plus tard, il est de retour dans le camp de Courteheuse. Raoul se réconcilie définitivement avec lui lorsque Courteheuse part pour la première croisade en 1096. La dernière référence que l'histoire nous laisse de lui est sa présence aux côtés d'Henri Ier avant 1104. Sa date de décès est inconnue.

## Famille et descendance
Il épouse Mélisende († av. 1088), avec qui il a une fille :
- Hawise, qui épouse Étienne († 1128), comte d'Aumale.

En secondes noces, il épouse Mabel († av. 1088), de parentage inconnu. Ils ont deux enfants :
- Hugues († 1148/50), lord de Wigmore. Il succède à son père en Normandie et en Angleterre;
- Guillaume, peut-être illégitime, devient propriétaire terrien sur la frontière anglo-galloise.

### Sources
- C. P. Lewis, « Mortimer, Ralph (I) de (fl. c.1080–1104) », dans Oxford Dictionary of National Biography, Oxford University Press, 2004. Accédé novembre 2008.